# Triel-sur-Seine
Triel-sur-Seine è un comune francese di 11 834 abitanti situato nel dipartimento degli Yvelines nella regione dell'Île-de-France.

## Società

### Evoluzione demografica
Abitanti censiti